# Takao Kawaguchi
Takao Kawaguchi (jap. 川口 孝夫 Kawaguchi Takao; ur. 13 kwietnia 1950 w Hiroszimie) – japoński judoka. Złoty medalista olimpijski z Monachium 1972, w wadze lekkiej.
Mistrz świata w 1971; drugi w 1973. Wygrał mistrzostwa Azji w 1970 roku.

## Letnie Igrzyska Olimpijskie 1972
| Konkurencja | Eliminacje               | Eliminacje              | Eliminacje                    | Eliminacje             | Finały              | Finały                        | Klas. końcowa |
| Konkurencja | Przeciwnik I             | Przeciwnik II           | Przeciwnik III                | Przeciwnik IV          | Półfinał            | Finał                         | Miejsce       |
| ----------- | ------------------------ | ----------------------- | ----------------------------- | ---------------------- | ------------------- | ----------------------------- | ------------- |
| 63 kg       | Cheng Chi-hsiang (TPE) Z | Han Seong-cheol (KOR) Z | Bachaawaagijn Bujadaa (MGL) Z | Wolfram Koppen (FRG) Z | Kim Yong-ik (PRK) Z | Bachaawaagijn Bujadaa (MGL) Z | 1.            |